# Orinocodolfijnen
De Orinocodolfijnen (Iniidae) is een familie van rivierdolfijnen.

## Taxonomie
- Familie: Iniidae (Orinocodolfijnen) (Gray 1846) (4 soorten)
  - Geslacht: Goniodelphis † (Allen, 1941)
    -  Soort: Goniodelphis hudsoni † (Allen, 1941)

  - Geslacht: Inia (D'Orbingy, 1834) (4 soorten)[1]
    - Soort: Inia araguaiaensis (Hrbek et al., 2014)
    - Soort: Inia boliviensis D'Orbingy, 1834
    - Soort: Inia geoffrensis (Orinocodolfijn) (Blainville, 1817)
    -  Soort: Inia humboldtiana Pilleri & Gihr, 1978

  - Geslacht: Ischyrorhynchus † (Ameghino, 1891)
    -  Soort: Ischyrorhynchus vanbenedeni † (Ameghino, 1891)

  - Geslacht: Isthminia † (Pyenson et al., 2015)
    -  Soort: Isthminia panamensis † (Pyenson et al., 2015)

  - Geslacht: Meherrinia † (Geisler et al., 2012)
    -  Soort: Meherrinia isoni † (Geisler et al., 2012)

  -  Geslacht: Saurocetes † (Burmeister, 1871)
    -  Soort: Saurocetes argentinus † (Burmeister, 1871)